# Santa Ana Ixtlahuaca
Santa Ana Ixtlahuaca, även benämnd Santa Ana Ixtlahuacingo, är en ort i Mexiko, tillhörande kommunen Ixtlahuaca i den västra delen av delstaten Mexiko. Orten hade 4 574 invånare vid folkräkningen 2010.